# Tournoi des Six Nations 2016
Cet article traite de l'épreuve masculine. Pour la compétition féminine, voir Tournoi des Six Nations féminin 2016.
Pour un article plus général, voir Tournoi des Six Nations.
Navigation
Tournoi 2015 Tournoi 2017
Le Tournoi des Six Nations 2016 a lieu du 6 février au 19 mars 2016. La compétition se déroule comme chaque année avec cinq journées disputées en février et mars. Elles s'étendent sur sept semaines, avec des pauses avant et après la troisième journée. Chacune des six nations affronte toutes les autres. Les trois équipes qui ont en 2016 l'avantage de jouer un match de plus à domicile que les autres sont la France, l’Irlande et le pays de Galles. 
L'Angleterre remporte le tournoi 2016 et réalise le Grand chelem, devançant le pays de Galles, deuxième, et l'Irlande troisième. L’Écosse est quatrième avec 4 points. La France termine cinquième avec 4 points aussi mais un moins bon goal-average. L'Italie, sixième avec aucun point, termine avec la cuillère de bois.

## Villes et stades
| Londres Angleterre                    | Saint-Denis (Seine-Saint-Denis) France | Édimbourg Écosse                       |
| ------------------------------------- | -------------------------------------- | -------------------------------------- |
| Stade de Twickenham Capacité : 82 000 | Stade de France Capacité : 81 338      | Murrayfield Stadium Capacité : 67 130  |
| Le Stade de Twickenham à Londres.     | La stade France à Saint-Denis.         | Le stade Murrayfield à Édimbourg.      |
| Rome Italie                           | Dublin République d'Irlande            | Cardiff Pays de Galles                 |
| Stade olympique Capacité : 72 698     | Aviva Stadium Capacité : 51 700        | Principality Stadium Capacité : 74 500 |
| Le Stade Olympique de Rome.           | Aviva Stadium à Dublin.                | Le Millennium Stadium à Cardiff.       |

## Acteurs du Tournoi des Six Nations

Participants au Tournoi des Six Nations.

### Joueurs

#### Angleterre
À la suite de l'échec anglais de la Coupe du monde, la RFU choisi de changer d'entraîneur et nomme à ce poste l'Australien Eddie Jones. Il donne sa première liste dans laquelle de nombreux jeunes joueurs apparaissent pour la première fois : c'est le cas de Maro Itoje, de Josh Beaumont ou encore de Ollie Devoto. Parmi ses choix, Eddie Jones décide de garder l'ancien capitaine de Stuart Lancaster, Chris Robshaw mais en lui retirant le rôle de capitaine de la sélection.

Eddie Jones veut créer une équipe plus combative sur le terrain et c'est pourquoi il décide de rappeler certains joueurs anglais que Stuart Lancaster ne souhaitait pas sélectionner en raison de mauvais comportement. C'est le cas en particulier de Dylan Hartley ou encore de Chris Ashton (ce dernier est finalement suspendu pour le tournoi). Eddie Jones choisit d'ailleurs Dylan Hartley comme capitaine de son équipe.
| Entraîneur | Entraîneur             | Eddie Jones                                                               |
| Avants     | Pilier                 | Dan Cole, Paul Hill, Joe Marler, Matt Mullan, Henry Thomas, Mako Vunipola |
| Avants     | Talonneur              | Luke Cowan-Dickie, Jamie George, Dylan Hartley                            |
| Avants     | Deuxième ligne         | Maro Itoje, George Kruis, Joe Launchbury, Courtney Lawes                  |
| Avants     | Troisième ligne aile   | Jack Clifford, James Haskell, Matt Kvesic, Chris Robshaw                  |
| Avants     | Troisième ligne centre | Josh Beaumont, Billy Vunipola                                             |
| Arrières   | Demi de mêlée          | Danny Care, Ben Youngs                                                    |
| Arrières   | Demi d'ouverture       | Owen Farrell, George Ford                                                 |
| Arrières   | Centre                 | Elliot Daly, Ollie Devoto, Sam Hill, Jonathan Joseph                      |
| Arrières   | Ailier                 | Jack Nowell, Anthony Watson, Marland Yarde                                |
| Arrières   | Arrière                | Mike Brown, Alex Goode                                                    |

#### Écosse
| Entraîneur | Entraîneur             | Vern Cotter                                                                          |
| Avants     | Pilier                 | Alasdair Dickinson, Zander Fagerson, Moray Low, WP Nel, Gordon Reid, Rory Sutherland |
| Avants     | Talonneur              | Ross Ford, Pat MacArthur, Stuart McInally                                            |
| Avants     | Deuxième ligne         | Jonny Gray, Richie Gray, Tim Swinson, Ben Toolis                                     |
| Avants     | Troisième ligne aile   | John Barclay, Blair Cowan, Chris Fusaro, John Hardie, Josh Strauss                   |
| Avants     | Troisième ligne centre | Adam Ashe, David Denton                                                              |
| Arrières   | Demi de mêlée          | Sam Hidalgo-Clyne, Greig Laidlaw                                                     |
| Arrières   | Demi d'ouverture       | Finn Russell, Duncan Weir                                                            |
| Arrières   | Centre                 | Mark Bennett, Alex Dunbar, Duncan Taylor, Peter Horne, Matt Scott                    |
| Arrières   | Ailier                 | Sean Lamont, Sean Maitland, Tommy Seymour, Tim Visser                                |
| Arrières   | Arrière                | Stuart Hogg, Ruaridh Jackson                                                         |

#### France
À la suite de l'échec français de la Coupe du monde 2015, Guy Novès prend la tête du XV de France et souhaite changer le jeu de l'équipe. De ce fait, il appelle pour la première fois de nombreux jeunes joueurs comme Camille Chat, Sébastien Bézy, Jefferson Poirot, Yacouba Camara ou encore Paul Jedrasiak, laissant dans leurs clubs des joueurs plus expérimentés comme Mathieu Bastareaud, Sébastien Tillous-Borde ou encore Yannick Nyanga. Il doit aussi faire avec de nombreux joueurs qui ont pris leur retraite internationale comme Nicolas Mas, Frédéric Michalak, Pascal Papé, Dimitri Szarzewski et en particulier l'ancien capitaine emblématique de l'équipe de France, Thierry Dusautoir.
Il nomme alors un nouveau capitaine, le talonneur toulonnais Guilhem Guirado et appelle pour la première fois un joueur évoluant avec l'équipe de France de rugby à VII, l'ailier Virimi Vakatawa.
Le 17 février, Novès rappelle Xavier Chiocci au sein du groupe de 31 joueurs appelés pour préparer le match de la troisième journée face au pays de Galles. Celui-ci dispute la dernière journée du tournoi.
| Entraîneur | Entraîneur             | Guy Novès                                                                        |
| Avants     | Pilier                 | Uini Atonio, Eddy Ben Arous, Jefferson Poirot, Rabah Slimani, Vincent Pelo       |
| Avants     | Talonneur              | Camille Chat, Guilhem Guirado                                                    |
| Avants     | Deuxième ligne         | Alexandre Flanquart, Paul Jedrasiak, Yoann Maestri, Sébastien Vahaamahina        |
| Avants     | Troisième ligne aile   | Antoine Burban, Yacouba Camara, Damien Chouly, Wenceslas Lauret, Bernard Le Roux |
| Avants     | Troisième ligne centre | Loann Goujon, Kevin Gourdon, Louis Picamoles                                     |
| Arrières   | Demi de mêlée          | Sébastien Bézy, Maxime Machenaud                                                 |
| Arrières   | Demi d'ouverture       | Jean-Marc Doussain, Jules Plisson, François Trinh-Duc                            |
| Arrières   | Centre                 | Jonathan Danty, Maxime Mermoz, Gaël Fickou, Wesley Fofana, Rémi Lamerat          |
| Arrières   | Ailier                 | Hugo Bonneval, Djibril Camara, Marvin O'Connor, Teddy Thomas, Virimi Vakatawa    |
| Arrières   | Arrière                | Maxime Médard, Scott Spedding                                                    |

#### Galles
| Entraîneur | Entraîneur             | Warren Gatland                                                                       |
| Avants     | Pilier                 | Rob Evans, Tomas Francis, Paul James, Aaron Jarvis, Gethin Jenkins, Samson Lee       |
| Avants     | Talonneur              | Scott Baldwin, Kristian Dacey, Ken Owens                                             |
| Avants     | Deuxième ligne         | Jake Ball, Luke Charteris, Bradley Davies, Dominic Day, Alun Wyn Jones               |
| Avants     | Troisième ligne aile   | Josh Turnbull, James King, Dan Lydiate, Ross Moriarty, Justin Tipuric, Sam Warburton |
| Avants     | Troisième ligne centre | Taulupe Faletau                                                                      |
| Arrières   | Demi de mêlée          | Aled Davies, Gareth Davies, Lloyd Williams                                           |
| Arrières   | Demi d'ouverture       | Dan Biggar, Rhys Priestland                                                          |
| Arrières   | Centre                 | Cory Allen, Jonathan Davies, Tyler Morgan, Jamie Roberts                             |
| Arrières   | Ailier                 | Hallam Amos, Alex Cuthbert, Tom James, George North                                  |
| Arrières   | Arrière                | Gareth Anscombe, Matthew Morgan, Liam Williams                                       |

#### Irlande
À la suite du départ du capitaine irlandais Paul O'Connell, Joe Schmidt nomme le talonneur de l'Ulster, Rory Best comme capitaine du XV du trèfle.
| Entraîneur | Entraîneur             | Joe Schmidt                                                             |
| Avants     | Pilier                 | James Cronin, Tadhg Furlong, Jack McGrath, Marty Moore, Nathan White    |
| Avants     | Talonneur              | Rory Best , Sean Cronin, Rob Herring, Richardt Strauss                  |
| Avants     | Deuxième ligne         | Ultan Dillane, Mike McCarthy, Donnacha Ryan, Devin Toner                |
| Avants     | Troisième ligne aile   | Sean O'Brien, Tommy O'Donnell, Rhys Ruddock, Josh van der Flier         |
| Avants     | Troisième ligne centre | Jamie Heaslip, CJ Stander                                               |
| Arrières   | Demi de mêlée          | Kieran Marmion, Conor Murray, Eoin Reddan                               |
| Arrières   | Demi d'ouverture       | Paddy Jackson, Ian Madigan, Jonathan Sexton                             |
| Arrières   | Centre                 | Robbie Henshaw, Luke Marshall, Stuart McCloskey, Jared Payne            |
| Arrières   | Ailier                 | Keith Earls, Luke Fitzgerald, David Kearney, Andrew Trimble, Simon Zebo |
| Arrières   | Arrière                | Rob Kearney                                                             |

#### Italie
| Entraîneur | Entraîneur             | Jacques Brunel                                                                                          |
| Avants     | Pilier                 | Martín Castrogiovanni, Dario Chistolini, Lorenzo Cittadini, Andrea Lovotti, Matteo Zanusso              |
| Avants     | Talonneur              | Ornel Gega, Leonardo Ghiraldini                                                                         |
| Avants     | Deuxième ligne         | Valerio Bernabo, George Biagi, Marco Fuser                                                              |
| Avants     | Troisième ligne aile   | Francesco Minto, Jacopo Sarto, Abraham Steyn, Alessandro Zanni                                          |
| Avants     | Troisième ligne centre | Sergio Parisse , Dries van Schalkwyk                                                                    |
| Arrières   | Demi de mêlée          | Edoardo Gori, Guglielmo Palazzani, Alberto Lucchese                                                     |
| Arrières   | Demi d'ouverture       | Carlo Canna, Edoardo Padovani                                                                           |
| Arrières   | Centre                 | Giulio Bisegni, Michele Campagnaro, Tommaso Castello, Gonzalo García, Kelly Haimona, Andrea Pratichetti |
| Arrières   | Ailier                 | Mattia Bellini, David Odiete, Leonardo Sarto                                                            |
| Arrières   | Arrière                | Luke McLean                                                                                             |

### Arbitres
Liste des arbitres de champ du Tournoi:
| FIRA-AER | FORU                           | CAR                           |
| --- | ------------------------------ | ----------------------------- |
| - Wayne Barnes - George Clancy - JP Doyle - Jérôme Garcès - Pascal Gaüzère - John Lacey - Nigel Owens - Romain Poite | - Angus Gardner - Glen Jackson | - Craig Joubert - Jaco Peyper |

## Les matches
Le programme 2016 est dévoilé le 4 février 2015. 
Les heures sont données en heure locale : WET (UTC+0) dans les îles Britanniques et CET (UTC+1) en France et en Italie.
| 6 février, 15 h 25 (Trophée Garibaldi) | Stade de France, Saint-Denis   | France  | 23 - 21 | Italie         |
| 6 février, 16 h 50 (Calcutta Cup)      | Murrayfield Stadium, Édimbourg | Écosse  | 9 - 15  | Angleterre     |
| 7 février, 15 h 00                     | Aviva Stadium, Dublin          | Irlande | 16 - 16 | Pays de Galles |

| 13 février, 15 h 25 | Stade de France, Saint-Denis  | France         | 10 - 9  | Irlande    |
| 13 février, 16 h 50 | Principality Stadium, Cardiff | Pays de Galles | 27 - 23 | Écosse     |
| 14 février, 15 h 00 | Stade olympique, Rome         | Italie         | 9 - 40  | Angleterre |

| 26 février, 20 h 05                     | Principality Stadium, Cardiff | Pays de Galles | 19 - 10 | France  |
| 27 février, 15 h 25                     | Stade olympique, Rome         | Italie         | 20 - 36 | Écosse  |
| 27 février, 16 h 50 (Millennium Trophy) | Stade de Twickenham, Londres  | Angleterre     | 21 - 10 | Irlande |

| 12 mars, 13 h 30 | Aviva Stadium, Dublin          | Irlande    | 58 - 15 | Italie         |
| 12 mars, 16 h 00 | Stade de Twickenham, Londres   | Angleterre | 25 - 21 | Pays de Galles |
| 13 mars, 15 h 00 | Murrayfield Stadium, Édimbourg | Écosse     | 29 - 18 | France         |

| 19 mars, 14 h 30                    | Principality Stadium, Cardiff | Pays de Galles | 67 - 14 | Italie     |
| 19 mars, 17 h 00 (Centenary Quaich) | Aviva Stadium, Dublin         | Irlande        | 35 - 25 | Écosse     |
| 19 mars, 21 h 00 (Trophée Eurostar) | Stade de France, Saint-Denis  | France         | 21 - 31 | Angleterre |

## Classement
| Rang | Nation         | J | V | N | D | Em | Ee | Pm  | Pe  | Diff | Pts |
| ---- | -------------- | - | - | - | - | -- | -- | --- | --- | ---- | --- |
| 1    | Angleterre     | 5 | 5 | 0 | 0 | 13 | 4  | 132 | 70  | +62  | 10  |
| 2    | Pays de Galles | 5 | 3 | 1 | 1 | 17 | 7  | 150 | 88  | +62  | 7   |
| 3    | Irlande (T)    | 5 | 2 | 1 | 2 | 15 | 9  | 128 | 87  | +41  | 5   |
| 4    | Écosse         | 5 | 2 | 0 | 3 | 11 | 13 | 122 | 115 | +7   | 4   |
| 5    | France         | 5 | 2 | 0 | 3 | 7  | 9  | 82  | 109 | -27  | 4   |
| 6    | Italie         | 5 | 0 | 0 | 5 | 8  | 29 | 79  | 224 | -145 | 0   |

|  | Vainqueur du Tournoi     |
|  | T Tenante du titre 2015. |

Attribution des points : 2 points pour une victoire, 1 point pour un match nul, aucun en cas de défaite.
Règles de classement : 1. points 2. différence de points de match 3. nombre d'essais marqués 4. titre partagé

## Statistiques individuelles

### Meilleur joueur du Tournoi
À la fin du Tournoi, une liste de douze joueurs est dévoilée afin d'obtenir le titre de meilleur joueur de la compétition. La liste est composée de trois Anglais, deux Écossais, deux Français, deux Gallois, deux Irlandais et un Italien :
| Angleterre                                       | Écosse                        | France                              | Galles                         | Irlande                          | Italie           |
| ------------------------------------------------ | ----------------------------- | ----------------------------------- | ------------------------------ | -------------------------------- | ---------------- |
| - Jonathan Joseph - Jack Nowell - Billy Vunipola | - Stuart Hogg - Duncan Taylor | - Guilhem Guirado - Virimi Vakatawa | - Gareth Davies - George North | - Conor Murray - Jonathan Sexton | - Sergio Parisse |

À l'issue du vote des internautes (plus de 68 100), l'Écossais Stuart Hogg est élu meilleur joueur du Tournoi devant l'Anglais Billy Vunipola et le Gallois George North.
| Rang | Joueur          | Nation         | Votes % |
| ---- | --------------- | -------------- | ------- |
| 1    | Stuart Hogg     | Écosse         | 30,78   |
| 2    | Billy Vunipola  | Angleterre     | 26,99   |
| 3    | George North    | Pays de Galles | 11,60   |
| 4    | Conor Murray    | Irlande        | 6,48    |
| 5    | Jack Nowell     | Angleterre     | 5,77    |
| 6    | Sergio Parisse  | Italie         | 4,60    |
| 7    | Guilhem Guirado | France         | 4,43    |
| 8    | Jonathan Sexton | Irlande        | 3,23    |
| 9    | Duncan Taylor   | Écosse         | 2,07    |
| 10   | Gareth Davies   | Pays de Galles | 1,78    |
| 11   | Jonathan Joseph | Angleterre     | 1,33    |
| 12   | Virimi Vakatawa | France         | 0,94    |

### Meilleurs marqueurs
Liste des quinze meilleurs marqueurs de la compétition :
| Rang | Joueur          | Nation         | Essais |
| ---- | --------------- | -------------- | ------ |
| 1    | George North    | Pays de Galles | 4      |
| 2    | Jonathan Joseph | Angleterre     | 3      |
| 2    | Conor Murray    | Irlande        | 3      |
| 2    | Anthony Watson  | Angleterre     | 3      |
| 5    | Dan Biggar      | Pays de Galles | 2      |
| 5    | Gareth Davies   | Pays de Galles | 2      |
| 5    | Taulupe Faletau | Pays de Galles | 2      |
| 5    | Guilhem Guirado | France         | 2      |
| 5    | Jamie Heaslip   | Irlande        | 2      |
| 5    | Stuart Hogg     | Écosse         | 2      |
| 5    | Ross Moriarty   | Pays de Galles | 2      |
| 5    | Jamie Roberts   | Pays de Galles | 2      |
| 5    | Tommy Seymour   | Écosse         | 2      |
| 5    | CJ Stander      | Irlande        | 2      |
| 5    | Duncan Taylor   | Écosse         | 2      |

### Meilleurs réalisateurs
Liste des dix meilleurs réalisateurs :
| Rang | Joueur           | Équipe         | Points | Essais | Transf. | Pénalités | Drops |
| ---- | ---------------- | -------------- | ------ | ------ | ------- | --------- | ----- |
| 1    | Owen Farrell     | Angleterre     | 69     | 1      | 8       | 16        | 0     |
| 2    | Greig Laidlaw    | Écosse         | 62     | 0      | 7       | 16        | 0     |
| 3    | Dan Biggar       | Pays de Galles | 54     | 2      | 10      | 8         | 0     |
| 4    | Jonathan Sexton  | Irlande        | 49     | 0      | 8       | 11        | 0     |
| 5    | Maxime Machenaud | France         | 29     | 0      | 1       | 9         | 0     |
| 6    | Carlo Canna      | Italie         | 22     | 1      | 1       | 4         | 1     |
| 7    | Rhys Priestland  | Pays de Galles | 21     | 0      | 6       | 3         | 0     |
| 8    | George North     | Pays de Galles | 20     | 4      | 0       | 0         | 0     |
| 9    | Kelly Haimona    | Italie         | 19     | 0      | 5       | 3         | 0     |
| 10   | Jules Plisson    | France         | 16     | 0      | 2       | 4         | 0     |

## Première journée

### France - Italie
(mt : 10 - 8)
Homme du match : Virimi Vakatawa 
Points marqués :

 France
- 3 essais : Vakatawa 13e, Chouly 32e, Bonneval 59e
- 1 transformation : Plisson 60e
- 2 pénalités : Plisson 69e, 76e

 Italie
- 2 essais : Parisse 26e, Canna 46e
- 1 transformation : Canna 47e
- 2 pénalités : Canna 44e, Haimona 74e
- 1 drop : Canna 8e

Évolution du score : 0-3, 5-3, 5-8, 10-8, mt,
10-11, 10-18, 17-18, 20-18, 20-21, 23-21
Arbitre : JP Doyle 
Résumé :
Début de rencontre dominé par l'équipe d'Italie, qui après deux occasions franches dans les 22 mètres français, de la part de Campagnaro et de Sarto, marque les premiers points du match à la suite d'un drop du demi d'ouverture Canna, (0-3) à la 8e minute. Les Français reprennent le jeu  en mains, et même si Sébastien Bézy manque une pénalité, peu de temps après, l'équipe de France prend l'avantage au score, grâce à un essai en bout de ligne de Vakatawa. Bézy rate la transformation, (5-3) à la 13e. Les Italiens sont ensuite à nouveau dangereux, multiplient les offensives et à la suite d'une touche, un maul italien se crée, qui enfonce la défense adverse, franchit la ligne d'en-but, où Parisse aplatit pour marquer l'essai. Canna manque la transformation, (5-8) à la 26e minute. Rapidement le XV de France inverse la tendance, à la suite d'une pénalité vite jouée dans les 22 mètres italiens par Fickou, trois passes plus tard, le ballon arrive en bout de ligne, où Chouly aplatit l'essai. Bézy manque la transformation, (10-8). À la fin de cette première période, une nouvelle attaque italienne transperce la défense française et Campagnaro est stoppé tout proche de l'en-but, score à la mi-temps (10-8).
D'entrée de seconde période, Canna passe une pénalité, qui permet à son équipe de reprendre l'avantage au score, (10-11) à la 44e minute. La Squadra azzurra continue ses offensives, Parisse perce dans les 22 mètres français, est tout proche d'aplatir. Gori sort rapidement le ballon pour Canna qui file à l'essai. Ce dernier réussit la transformation, (10-18) à la 47e. (En marquant un essai qu'il transforme lui-même après avoir déjà réussi un drop et un but de pénalité, Canna est l'auteur d'un exploit rare au rugby : marquer des points des quatre manières possibles, ce que les anglophones appellent un hat-trick et les Canadiens francophones un tour du chapeau.) Alors que les deux équipes se neutralisent pendant une dizaine de minutes, Vakatawa effectue une percée plein centre, cassant plusieurs plaquages. Sur la ligne des 22 mètres italiens, le ballon sort rapidement jusque Bonneval qui aplatit en coin. Plisson passe la transformation, (17-18) à la 60e minute. Ce dernier permet à l'équipe de France de prendre les commandes du match, grâce à une pénalité, (20-18) à la 69e. Cependant Haimona redonne l'avantage à son équipe aussi sur pénalité, (20-21) à la 74e. Le chassé-croisé continue, Plisson passe une nouvelle pénalité, (23-21) à la 76e. Les Italiens jettent leurs dernières forces, Parisse tente un drop à la juste avant le coup de sifflet final, en vain. Score du match (23-21). Victoire du XV de France pour la première sous l'ère Novès.
| France · Titulaires · 15 Maxime Médard 77e · 14 Hugo Bonneval 59e · 13 Gaël Fickou 56e · 12 Jonathan Danty · 11 Virimi Vakatawa 13e · 10 Jules Plisson · 9 Sébastien Bézy 68e · 8 Louis Picamoles 15e · 7 Damien Chouly 32e · 6 Wenceslas Lauret · 5 Yoann Maestri · 4 Paul Jedrasiak 72e · 3 Rabah Slimani 50e · 2 Guilhem Guirado · 1 Eddy Ben Arous 50e · Remplaçants · 16 Camille Chat · 17 Uini Atonio 50e · 18 Jefferson Poirot 50e · 19 Alexandre Flanquart 72e · 20 Yacouba Camara 15e · 21 Maxime Machenaud 68e · 22 Jean-Marc Doussain 77e · 23 Maxime Mermoz 56e · Entraîneur · Guy Novès |  | Italie · Titulaires · 55e David Odiete 15 · Leonardo Sarto 14 · Michele Campagnaro 13 · 70e Gonzalo García 12 · Mattia Bellini 11 · 77e 45e Carlo Canna 10 · Edoardo Gori 9 · 25e Sergio Parisse 8 · 12e 20e 66e Alessandro Zanni 7 · Francesco Minto 6 · Marco Fuser 5 · 43e George Biagi 4 · 65e Lorenzo Cittadini 3 · 56e Ornel Gega 2 · 65e Andrea Lovotti 1 · Remplaçants · 45e Davide Giazzon 16 · 65e Matteo Zanusso 17 · 65e Martín Castrogiovanni 18 · 43e Valerio Bernabo 19 · 12e 20e 66e Dries van Schalkwyk 20 · 71e Guglielmo Palazzani 21 · 70e Kelly Haimona 22 · 55e Luke McLean 23 · Entraîneur · Jacques Brunel |

### Écosse - Angleterre
(mt :  6 - 7)
Homme du match : Billy Vunipola 
Points marqués :
 Écosse
- 3 pénalités Laidlaw 16e, 37e, 68e

 Angleterre
- 2 essais Kruis 13e, Nowell 50e
- 1 transformation Farrell 14e
- 1 pénalité Farrell 62e

Évolution du score : 0-7, 3-7, 6-7, mt, 6-12, 6-15, 9-15
Arbitre : John Lacey 
Résumé :
Le début de rencontre est dominé par l'équipe d'Angleterre, qui maintient le jeu dans le camp écossais. Après une tentative de drop ratée par Ford, à la suite d'une mêlée dans les 22 mètres adverses, les Anglais font craquer la défense écossaise et Kruis aplatit dans l'en-but. Farrell réussit la transformation, (0-7) à la 14e minute. Sur la remise en jeu, les Anglais se mettent à la faute, permettant à Laidlaw de réduire l'écart au score, (3-7). Par la suite la défense anglaise se montre intraitable, annihilant les quelques offensives écossaises. Il faut attendre la 37e minute pour voir le score évoluer, grâce à une pénalité de Laidlaw, (6-7). Les Écossais profitent ensuite de leur temps fort, pour revenir installer le jeu dans les 22 mètres adverses, mais Russell manque le drop, (6-7) à la mi-temps.
Dans la seconde mi-temps, les Anglais se montrent réalistes et inscrivent sur leur première offensive, un nouvel essai en bout de ligne de la part de Nowell. Farrell manque la transformation, (6-12) à la 50e minute. Les Anglais viennent ensuite pilonner la ligne d'en-but adverse, en vain. Puis ils continuent leur domination et creusent l'écart au score, grâce à une pénalité de Farrell, (6-15) à la 62e minute. Même si Laidlaw va permettre à son équipe de marquer trois points sur pénalité à la 68e minute, les Anglais vont maîtriser la fin de la rencontre en monopolisant le ballon et remporter cette Calcutta Cup (9-15). 
| Écosse · Titulaires · 15 Stuart Hogg · 14 Sean Maitland · 13 Mark Bennett · 12 Matt Scott · 11 Tommy Seymour 65e · 10 Finn Russell · 9 Greig Laidlaw · 8 David Denton · 7 John Hardie · 6 John Barclay 58e · 5 Jonny Gray 69e · 4 Richie Gray · 3 WP Nel 69e · 2 Ross Ford 64e · 1 Alasdair Dickinson 57e · Remplaçants · 16 Stuart McInally 64e · 17 Gordon Reid 57e · 18 Zander Fagerson 69e · 19 Tim Swinson 69e · 20 Blair Cowan 58e · 21 Sam Hidalgo-Clyne · 22 Duncan Weir · 23 Duncan Taylor 65e · Entraîneur · Vern Cotter |  | Angleterre · Titulaires · Mike Brown 15 · Anthony Watson 14 · Jonathan Joseph 13 · Owen Farrell 12 · 50e Jack Nowell 11 · George Ford 10 · 54e Danny Care 9 · Billy Vunipola 8 · James Haskell7 · 69e Chris Robshaw 6 · 13e George Kruis 5 · 46e Joe Launchbury 4 · Dan Cole 3 · 76e Dylan Hartley 2 · 48e Joe Marler 1 · Remplaçants · 76e Jamie George 16 · 48e Mako Vunipola 17 · Paul Hill 18 · 46e Courtney Lawes 19 · 69e Jack Clifford 20 · 54e Ben Youngs 21 · Alex Goode 22 · Ollie Devoto 23 · Entraîneur · Eddie Jones |

### Irlande - Galles
(mt : 13 - 10)
Homme du match : CJ Stander 
Points marqués :
 Irlande
- 1 essai Murray 26e
- 1 transformation Sexton 27e
- 3 pénalités Sexton 4e, 13e, 74e

 Pays de Galles
- 1 essai Faletau 37e
- 1 transformation Priestland 38e
- 3 pénalités Priestland 31e, 46e, 72e

Évolution du score : 3-0, 6-0, 13-0, 13-3, 13-10,
mt, 13-13, 13-16, 16-16
Arbitre : Jérôme Garcès 
Résumé :
Le XV du Trèfle met beaucoup d'intensité dans ce début de match et ouvre le score sur une pénalité de Sexton, (3-0) à la 4e minute. Même si les Gallois tentent de revenir au score, en s'installant dans le camp adverse, ce sont les Irlandais qui creusent l'écart grâce à une nouvelle pénalité de Sexton, (6-0) à la 13e. À nouveau intraitable en défense, les Irlandais retournent dans le camp gallois et après plusieurs phases de jeu, le demi de mêlée Murray sort au près d'un regroupement et aplatit dans l'en-but. Sexton transforme, (13-0) à la 27e minute. Mais à la suite d'un plaquage dangereux de Earls, Priesltand permet à son équipe d'ouvrir son compteur, (13-3) à la 31e. S'ensuit une forte domination du XV du Poireau dans cette fin de première période, concrétisée par un essai de Faletau, transformé par Priestland. Score à la mi-temps (13-10).
Au retour des vestiaires, le pays de Galles égalise, grâce à une pénalité de Priestland, (13-13) à la 46e minute. Les deux équipes multiplient ensuite les offensives, mais personne ne réussit à prendre l'avantage. Il faut attendre la 72e minute, pour voir les Gallois prendre la tête au score, grâce à une nouvelle pénalité de Priestland, (13-16). Cependant, immédiatement après, Sexton remet les deux équipes à égalité, en passant aussi une pénalité, (16-16). Malgré plusieurs tentatives de part et d'autre afin de l'emporter sur le fil, le match se termine sur un score de parité (16-16), ce qui n'était plus arrivé entre ces deux équipes depuis une rencontre à l'Arms Park lors du Tournoi des Cinq Nations 1991.
| Irlande · Titulaires · 15 Simon Zebo · 14 Andrew Trimble · 13 Jared Payne · 12 Robbie Henshaw · 11 Keith Earls 71e · 10 Jonathan Sexton 75e · 9 Conor Murray 26e · 8 Jamie Heaslip · 7 Tommy O'Donnell 48e · 6 CJ Stander · 5 Devin Toner · 4 Mike McCarthy 63e · 3 Nathan White 63e · 2 Rory Best 75e · 1 Jack McGrath · Remplaçants · 16 Sean Cronin 75e · 17 James Cronin · 18Tadhg Furlong 63e · 19 Donnacha Ryan 63e · 20 Rhys Ruddock 48e · 21 Kieran Marmion · 22 Ian Madigan 75e · 23 David Kearney 71e · Entraîneur · Joe Schmidt |  | Pays de Galles · Titulaires · Liam Williams 15 · George North 14 · Jonathan Davies 13 · Jamie Roberts 12 · Tom James 11 · 21e Dan Biggar 10 · 71e Gareth Davies 9 · 37e Taulupe Faletau 8 · Justin Tipuric 7 · 72e Sam Warburton 6 · Alun-Wyn Jones 5 · 61e Luke Charteris 4 · 57e Samson Lee 3 · 63e Scott Baldwin 2 · 52e Rob Evans 1 · Remplaçants · 63e Ken Owens 16 · 52e Gethin Jenkins 17 · 57e Tomas Francis 18 · 61e Bradley Davies 19 · 72e Dan Lydiate 20 · 71e Lloyd Williams 21 · 21e Rhys Priestland 22 · Alex Cuthbert 23 · Entraîneur · Warren Gatland |

## Deuxième journée

### France - Irlande
(mt : 3 - 9)
Homme du match : Guilhem Guirado 
Points marqués :

 France
- 1 essai : Médard 69e
- 1 transformation : Plisson 70e
- 1 pénalité : Plisson 31e

 Irlande
- 3 pénalités : Sexton 14e, 28e, 38e

Évolution du score : 0-3, 0-6, 3-6, 3-9, mt, 10-9
Arbitre : Jaco Peyper 
Résumé :
Temps et pelouse humides.
Large domination des Irlandais lors de l'entame de ce match, à la fois dans la possession du ballon et dans l'occupation du terrain. La défense française ne craque pas mais se montre très indisciplinée, permettant à deux reprises à Sexton de passer une pénalité, (0-6) à la 28e minute. Lors de la première incursion des Bleus dans le camp adverse, ils obtiennent une pénalité, passée entre les poteaux par Plisson, (3-6) à la 31e. Cependant, juste avant la fin de la première période, les Français sont à nouveau mis à la faute et Sexton permet à son équipe de creuser l'écart, (3-9) à la mi-temps.
La deuxième période est très équilibrée et il faut attendre la 61e minute pour voir l'équipe de France entrer pour la première fois de la rencontre dans les 22 mètres Irlandais. Mais ils n'en sortent plus pendant plusieurs minutes, multipliant les offensives et surtout les mêlées où ils sont nettement dominateurs. Après un essai refusé à Chouly lors d'une poussée des avants français, le XV du Coq trouve la faille dans la défense irlandaise, à la suite d'une mêlée, le ballon sort rapidement vers Médard qui résiste au plaquage de O'Donnell et file dans l'en-but pour inscrire le premier essai du match. Plisson transforme, (10-9) à la 70e. L'équipe de France maîtrise ensuite la fin de la rencontre et l'emporte (10-9), première victoire face au XV du Trèfle depuis 2011.
| France · Titulaires · 15 Maxime Médard 69e · 14 Teddy Thomas 44e · 13 Maxime Mermoz · 12 Jonathan Danty 76e · 11 Virimi Vakatawa · 10 Jules Plisson · 9 Sébastien Bézy 56e · 8 Damien Chouly · 7 Yacouba Camara 67e · 6 Wenceslas Lauret · 5 Yoann Maestri 58e · 4 Alexandre Flanquart · 3 Uini Atonio 44e · 2 Guilhem Guirado 47e 57e 73e · 1 Jefferson Poirot 44e 73e · Remplaçants · 16 Camille Chat 47e 57e 73e · 17 Rabah Slimani 44e · 18 Eddy Ben Arous 44e 73e · 19 Paul Jedrasiak 58e · 20 Loann Goujon 67e · 21 Maxime Machenaud 56e · 22 Jean-Marc Doussain 76e · 23 Hugo Bonneval 44e · Entraîneur · Guy Novès |  | Irlande · Titulaires · Rob Kearney 15 · Andrew Trimble 14 · Jared Payne 13 · Robbie Henshaw 12 · 29e David Kearney 11 · 69e Jonathan Sexton 10 · Conor Murray 9 · Jamie Heaslip 8 · 19e Sean O'Brien 7 · CJ Stander 6 · Devin Toner 5 · 34e 40e 62e Mike McCarthy 4 · 62e Nathan White 3 · 71e Rory Best 2 · 73e Jack McGrath 1 · Remplaçants · 71e Richardt Strauss 16 · 73e James Cronin 17 · 62e Tadhg Furlong 18 · 34e 40e 62e Donnacha Ryan 19 · 19e Tommy O'Donnell 20 · Eoin Reddan 21 · 69e Ian Madigan 22 · 29e Fergus McFadden 23 · Entraîneur · Joe Schmidt |

### Galles - Écosse
(mt : 10 - 13)
Homme du match : Jamie Roberts 
Points marqués :

 Pays de Galles
- 3 essais : G. Davies 6e, Roberts 64e, North 70e
- 3 transformations : Biggar 7e, 64e, 71e
- 2 pénalités : Biggar 34e, 46e

 Écosse
- 2 essais : Seymour 12e, Taylor 78e
- 2 transformations : Laidlaw 13e, Weir 79e
- 3 pénalités : Laidlaw 30e, 40e, 54e

Évolution du score : 7-0, 7-7, 7-10, 10-10, 10-13,
mt, 13-13, 13-16, 20-16, 27-16, 27-23
Arbitre : George Clancy 
Résumé :
Le pays de Galles entame le match en mettant beaucoup d'intensité. Au bout de quelques minutes, à la suite d'un jeu au pied de Biggar au centre du terrain, Le ballon est cafouillé à la réception, mais il revient dans les mains de G. Davies esseulé, qui effectue une course de 50 mètres pour aplatir dans l'en-but. Biggar transforme, (7-0). Les Écossais se reprennent rapidement, et imposent plusieurs temps de jeu dans le camp adverse. Dans les 22 mètres gallois, Laidlaw transmet le ballon à Russell qui joue au pied dans l'en-but, où l'ailier Seymour se montre le plus prompt pour récupérer le ballon et aplatir. Laidlaw transforme, (7-7) à la 13e. Le XV du Chardon domine ensuite la rencontre et prend la tête au score grâce à une pénalité de Laidlaw, (7-10) à la 30e minute. Mais très vite, les Gallois mettent leurs adversaires à la faute sur une mêlée et Biggar égalise sur pénalité, (10-10) à la 34e. Juste avant la pause, les Écossais effectuent une nouvelle offensive, gagnent du terrain et mettent à la faute les Gallois. Laidlaw face aux poteaux passe la pénalité et permet à sa formation de virer en tête à la mi-temps, (10-13).
Le début de seconde période est équilibré, où après une égalisation de Biggar sur pénalité à la 46e minute, Laidlaw redonne trois points d'avance à l'Écosse, (13-16) à la 54e. Puis lors d'une offensive écossaise menée par Hardie, ce dernier perd le ballon, récupéré par James qui traverse tout le terrain le long de la ligne de touche, avant d'être stoppé par Taylor, tout près de l'en-but. Cependant, les Gallois maintiennent le jeu dans les 
22 mètres adverses, multiplient les mêlées et finissent par faire craquer la défense écossaise, Roberts marquant l'essai en force. Biggar passe la transformation, (20-16) à la 64e. Quelques minutes plus tard, le XV du Poireau creuse l'écart au score, grâce à un essai de North qui mystifie toute la défense écossaise. Biggar transforme à nouveau, (27-16) à la 71e minute. Dans cette fin de match, les Écossais jettent leurs dernières forces et à la suite de plusieurs temps de jeu, Taylor profite d'un intervalle dans la défense galloise, pour effectuer une percée et terminer sa course dans l'en-but. Weir transforme, score final (27-23).
| Pays de Galles · Titulaires · 15 Liam Williams · 14 George North 70e · 13 Jonathan Davies · 12 Jamie Roberts 64e · 11 Tom James 65e · 10 Dan Biggar 75e · 9 Gareth Davies 6e · 8 Taulupe Faletau · 7 Justin Tipuric 61e · 6 Sam Warburton · 5 Alun-Wyn Jones · 4 Luke Charteris 47e · 3 Samson Lee 68e · 2 Scott Baldwin 47e · 1 Rob Evans 47e · Remplaçants · 16 Ken Owens 47e · 17Gethin Jenkins 47e · 18 Tomas Francis 68e · 19 Bradley Davies 47e · 20Dan Lydiate 61e · 21 Lloyd Williams · 22 Rhys Priestland 75e · 23 Gareth Anscombe 65e · Entraîneur · Warren Gatland |  | Écosse · Titulaires · 28e Stuart Hogg 15 · 12e Tommy Seymour 14 · Mark Bennett 13 · 78e Duncan Taylor 12 · Sean Lamont 11 · 68e Finn Russell 10 · 77e Greig Laidlaw 9 · David Denton 8 · John Hardie 7 · 65e 75e John Barclay 6 · 68e Jonny Gray 5 · Richie Gray 4 · WP Nel 3 · 65e Ross Frod 2 · 65e Alasdair Dickinson1 · Remplaçants · 65e Stuart McInally 16 · 65e Gordon Reid17 · Zander Fagerson 18 · 68e Tim Swinson 19 · 65e 75e Blair Cowan 20 · 77e Sam Hidalgo-Clyne 21 · 68e Duncan Weir 22 · 28e Ruaridh Jackson 23 · Entraîneur · Vern Cotter |

### Italie - Angleterre
(mt : 9 - 11)
Homme du match : Ben Youngs 
Points marqués :

 Italie
- 3 pénalités : Canna 8e, 18e, 35e

 Angleterre
- 5 essais : Ford 24e, Joseph 52e, 57e, 70e, Farrell 74e
- 3 transformations : Farrell 53e, 58e, 75e
- 3 pénalités : Farrell 11e, 62e, Ford 16e

Évolution du score : 3-0, 3-3, 3-6, 6-6, 6-11, 9-11,
mt, 9-18, 9-25, 9-28, 9-33, 9-40
Arbitre : Glen Jackson 
Résumé :
L'entame du match est très équilibrée entre les deux équipes, le score n'évoluant qu'au gré des buteurs, Canna passant deux pénalités pour l'Italie, le duo Farrell et Ford en passant chacun une pour l'Angleterre, (6-6) à la 18e minute. Puis à la suite d'un jeu de pression au pied de la part de Ford, l'arrière italient McLean est chassé devant ses 22 mètres. Les Anglais finissent par récupérer le ballon dans le regroupement, ce dernier sort rapidement et termine dans les mains de Ford qui aplatit en bout de ligne. Farrell manque la transformation (6-11) à la 24e. Les Italiens obtiennent une pénalité en fin de première période, passée par Canna, (9-11) à la mi-temps.
Alors que depuis le début de seconde période, les deux équipes se maîtrisent, Jonathan Joseph intercepte une passe italienne et file dans l'en-but pour marquer l'essai, transformé par Farrell, (9-18) à la 53e. Peu de temps après, à la suite d'une touche dans les 22 mètres italiens, un maul anglais se crée qui enfonce la défense adverse. Le ballon sort pour le demi de mêlée Care qui joue un coup de pied rasant dans l'en-but, pour Joseph qui aplatit sous les poteaux. Farrell transforme, (9-25) à la 57e minute. Les Anglais ajoutent trois points au score, sur une pénalité passée par Farrell, (9-28) à la 62e. La Squadra Azzurra tente d'inverser le cours du match, Campagnaro est stoppé à quelques mètres de la ligne d'en-but après une action collective. Mais les Anglais ne cèdent pas et creusent encore plus l'écart au score sur un nouvel essai de Joseph, auteur d'un triplé dans ce match, (9-33) à la 70e minute. La fin de match est un calvaire pour les Italiens, qui concèdent un dernier essai marqué sous les poteaux par Farrell, qu'il transforme lui-même. Large victoire du XV de la Rose (9-40).
| Italie · Titulaires · 15 Luke McLean · 14 Leonardo Sarto · 13 Michele Campagnaro · 12 Gonzalo García 32e · 11 Mattia Bellini · 10 Carlo Canna 60e · 9 Edoardo Gori 75e · 8 Sergio Parisse · 7 Alessandro Zanni 30e · 6 Francesco Minto · 5 Marco Fuser 14e · 4 George Biagi · 3 Lorenzo Cittadini 58e · 2 Ornel Gega 41e · 1 Andrea Lovotti 62e · Remplaçants · 16 Davide Giazzon 41e · 17 Matteo Zanusso 62e · 18 Martín Castrogiovanni 58e · 19 Valerio Bernabo 14e · 20 Abraham Steyn 30e · 21 Guglielmo Palazzani 75e · 22 Edoardo Padovani 60e · 23 Andrea Pratichetti 32e · Entraîneur · Jacques Brunel |  | Angleterre · Titulaires · 69e Mike Brown 15 · Anthony Watson 14 · 52e 57e 70e Jonathan Joseph 13 · 15e 21e 74e Owen Farrell 12 · Jack Nowell 11 · 24e George Ford 10 · Ben Youngs 9 · 49e Billy Vunipola 8 · 54e James Haskell 7 · 62e Chris Robshaw 6 · George Kruis 5 · 47e Courtney Lawes 4 · 69e Dan Cole 3 · 69e Dylan Hartley 2 · 47e Mako Vunipola 1 · Remplaçants · 69e Jamie George 16 · 47e Joe Marler 17 · 69e Paul Hill 18 · 47e Joe Launchbury 19 · 54e Maro Itoje 20 · 62e Jack Clifford 21 · 49e Danny Care 22 · 15e 21e 69e Alex Goode 23 · Entraîneur · Eddie Jones |

## Troisième journée

### Galles - France
(mt : 6 - 3)
Homme du match : Gareth Davies 
Points marqués :

 Pays de Galles
- 1 essai : North 45e
- 1 transformation : Biggar 47e
- 4 pénalités : Biggar 21e, 30e, 42e, 65e

 France
- 1 essai : Guirado 78e
- 1 transformation : Trinh-Duc 79e
- 1 pénalité : Plisson 33e

Évolution du score : 3-0, 6-0, 6-3, mt,
9-3, 16-3, 19-3, 19-10
Arbitre : Wayne Barnes 
Résumé :
Dès l'entame, les Gallois ont le contrôle du ballon et impose de multiples séquences de jeu dans le camp adverse, mais la défense française ne rompt pas. Le score reste vierge jusqu'à une nouvelle offensive galloise, où Jedrasiak se met à la faute et Biggar inscrit les premiers points du match en passant la pénalité située face aux poteaux, (3-0) à la 21e minute. S'ensuit une grosse domination du XV du Poireau qui creuse l'écart au score grâce à une pénalité de Biggar, (6-0) à la 30e. Les Français ont ensuite un sursaut, mais sont stoppés à quelques mètres de ligne d'en-but à la suite d'une incursion de Vakatawa. Cette bonne période des Bleus permet à Plisson de passer une pénalité, (6-3) à la 33e. Dans les derniers instants de la première période, une nouvelle offensive galloise est initiée par un rush de leur demi de mêlée G. Davies, mais la défense française résiste et le score reste inchangé à la mi-temps, (6-3).
Début de seconde période à l'avantage des Gallois, qui obtiennent une pénalité face aux poteaux, à la suite d'un plaquage dangereux de la part Danty. Biggar la passe, (9-3) à la 42e. Quelques minutes plus tard, sur une offensive française, Poirot fait un avant lors d'un contact, le ballon revient vers J. Davies qui joue au pied dans les 22 mètres adverse. l'ailier North est le plus prompt et après un cafouillage entre Plisson et lui, parvient à aplatir dans l'en-but. Biggar transforme, (16-3) à la 47e. L'équipe de France entame ensuite une période de domination, campant dans les 22 mètres gallois, obtenant plusieurs pénalités, que les Bleus préfèrent jouer en touche pour marquer un essai. Durant cette période, même si Médard est stoppé tout proche de la ligne d'en-but, la défense galloise ne craque pas et reprend le ballon. Biggar sur pénalité, permet à sa formation de prendre trois nouveaux points, (19-3) à la 65e. En fin de match, à la suite d'une touche française proche de l'en-but gallois, un maul se crée qui enfonce la défense adverse, franchit la ligne et Guirado marque l'essai, transformé par Trinh-Duc. Score final (19-10), première défaite du sélectionneur Novès depuis sa prise de fonction.
| Pays de Galles · Titulaires · 15 Liam Williams 73e · 14 Alex Cuthbert · 13 Jonathan Davies · 12 Jamie Roberts · 11 George North 45e · 10 Dan Biggar 70e · 9 Gareth Davies 76e · 8 Taulupe Faletau · 7 Dan Lydiate · 6 Sam Warburton 76e · 5 Alun-Wyn Jones 76e · 4 Bradley Davies · 3 Samson Lee 66e · 2 Scott Baldwin 66e · 1 Rob Evans 55e · Remplaçants · 16 Ken Owens 66e · 17 Gethin Jenkins 55e · 18 Tomas Francis 66e · 19 Jake Ball 76e · 20 Justin Tipuric 76e · 21 Lloyd Williams 76e · 22 Rhys Priestland 70e · 23 Gareth Anscombe 73e · Entraîneur · Warren Gatland |  | France · Titulaires · 70e Maxime Médard 15 · Virimi Vakatawa 14 · 66e Maxime Mermoz 13 · Jonathan Danty 12 · Djibril Camara 11 · 62e Jules Plisson 10 · Maxime Machenaud 9 · 62e Damien Chouly 8 · 29e 33e 52e Antoine Burban 7 · Wenceslas Lauret 6 · Alexandre Flanquart 5 · 43e Paul Jedrasiak 4 · 62e Rabah Slimani 3 · 78e Guilhem Guirado 2 · 62e Jefferson Poirot 1 · Remplaçants · 62e Camille Chat 16 · 62e Uini Atonio 17 · 62e Vincent Pelo 18 · 43e Yoann Maestri 19 · 29e 33e 52e Loann Goujon 20 · 70e Sébastien Bézy 21 · 62e François Trinh-Duc 22 · 66e Gaël Fickou 23 · Entraîneur · Guy Novès |

### Italie - Écosse
(mt :  10 - 17)
Homme du match : Greig Laidlaw 
Points marqués :

 Italie
- 2 essais : Ghiraldini 29e, Fuser 62e
- 2 transformations : Haimona 30e, 63e
- 2 pénalités : Haimona 8e, 49e

 Écosse
- 3 essais : Barclay 9e, Hardie 16e, Seymour 77e
- 3 transformations : Laidlaw 10e, 17e, 78e
- 5 pénalités : Laidlaw 25e, 45e, 53e, 58e, 65e

Évolution du score : 3-0, 3-7, 3-14, 3-17, 10-17,
mt, 10-20, 13-20, 13-23, 13-26, 20-26, 20-29, 20-36
Arbitre : Jaco Peyper 
Résumé :
Dès les premières minutes, les Italiens profitent d'une faute au sol des Écossais, pour ouvrir le score grâce à une pénalité de Haimona, (3-0) à la 7e minute. Mais les Écossais réagissent immédiatement et à la suite d'une percée dans la défense adverse de la part de l'arrière Hogg, il est plaqué à quelques mètres de la ligne d'en-but, mais parvient à transmettre à Barclay qui marque le premier essai de la rencontre. Laidlaw passe la transformation, (3-7) à la 10e. Les Écossais continuent de multiplier les phases de jeu et mettent à défaut la défense italienne pour la deuxième fois, le troisième ligne aile Hardie concluant cette action par un essai en bout de ligne. Laidlaw passe la transformation située en bord de touche, (3-14) à la 17e minute. Laidlaw sur pénalité profite de l'indiscipline italienne, pour donner à son équipe un plus large avantage, (3-17) à la 25e. Les Italiens se reprennent et à la suite d'une belle action collective, Ghiraldini aplatit en force dans l'en-but et Haimona transforme, (10-17), score à la mi-temps.
En début de seconde période, la mêlée italienne est à nouveau sanctionnée et Laidlaw passe la pénalité face aux poteaux, (10-20) à la 45e minute. Le score évolue ensuite au gré des buteurs respectifs marquant sur pénalité, (13-26) à la 58e. Puis la Squadra Azzurra profite du carton jaune de Russell et de sa supériorité numérique, pour inscrire un essai en force de la part de Fuser, transformé par Haimona, (20-26) à la 63e minute. Mais Laidlaw redonne un avantage plus large avec une pénalité, (20-29) à la 65e. En fin de rencontre, les Écossais sont à nouveau réduit à quatorze à la suite du carton jaune du pilier Nel. Mais ils parviennent à effectuer une nouvelle offensive, fixent la défense adverse dans ses 22 mètres et la débordent en bout de ligne par l'intermédiaire de Hogg et de Seymour, ce dernier marquant l'essai. Laidlaw passe la transformation, victoire à l'extérieur de l'Écosse (20-36). Premier succès dans le Tournoi des Six Nations pour Cotter, sélectionneur du XV du Chardon. 
| Italie · Titulaires · 15 David Odiete · 14 Leonardo Sarto · 13 Michele Campagnaro · 12 Gonzalo García 75e · 11 Mattia Bellini · 10 Kelly Haimona 72e · 9 Edoardo Gori 79e · 8 Sergio Parisse · 7 Alessandro Zanni · 6 Francesco Minto 67e · 5 Joshua Furno 36e · 4 Marco Fuser 62e · 3 Lorenzo Cittadini 57e · 2 Leonardo Ghiraldini 29e 57e · 1 Andrea Lovotti 57e · Remplaçants · 16 Davide Giazzon 57e · 17 Matteo Zanusso 57e · 18 Martín Castrogiovanni 57e · 19 Valerio Bernabo 36e · 20 Dries van Schalkwyk 67e · 21 Guglielmo Palazzani 79e · 22 Edoardo Padovani 72e · 23 Andrea Pratichetti 75e · Entraîneur · Jacques Brunel |  | Écosse · Titulaires · Stuart Hogg 15 · 77e Tommy Seymour 14 · 62e Mark Bennett 13 · Duncan Taylor 12 · 72e Tim Visser 11 · 61e à 71e Finn Russell 10 · Greig Laidlaw 9 · 67e Ryan Wilson 8 · 16e John Hardie 7 · 9e 79e John Barclay 6 · Jonny Gray 5 · 79e Richie Gray 4 · 75e à 80e Willem Petrus Nel 3 · 63e Ross Ford 2 · Alasdair Dickinson 1 · Remplaçants · 63e Stuart McInally 16 · Rory Sutherland 17 · 79e Moray Low 18 · 79e Tim Swinson 19 · 67e Josh Strauss 20 · Sam Hidalgo-Clyne 21 · 62e Peter Horne 22 · 72e Sean Lamont 23 · Entraîneur · Vern Cotter |

### Angleterre - Irlande
(mt : 6 - 3)
Homme du match : Billy Vunipola 
Points marqués :

 Angleterre
- 2 essais : Watson 57e, Brown 62e
- 1 transformation : Farrell 63e
- 3 pénalités : Farrell 11e, 34e, 50e

 Irlande
- 1 essai : Murray 45e
- 1 transformation : Sexton 46e
- 1 pénalité : Sexton 5e

Évolution du score : 0-3, 3-3, 6-3, mt,
6-10, 9-10, 14-10, 21-10
Arbitre : Romain Poite 
Résumé :
L'Angleterre entame la rencontre avec de nombreuses velléités offensives, mais ce sont les Irlandais qui ouvrent le score par l'intermédiaire de Sexton sur pénalité, (3-0) à la 5e. Les Anglais continuent d'enchaîner les attaques, mais ne parviennent pas à faire craquer la défense adverse, même lorsque la ligne d'en-but est franchi, incapables d'aplatir. C'est grâce à deux pénalités de Farrell qui l'Angleterre rentre aux vestiaires en tête au tableau d'affichage, (6-3).
Le début de la seconde période est à l'avantage du XV du Trèfle, qui évolue en supériorité numérique à la suite de l'expulsion temporaire de Haskell pour un plaquage haut. Les Irlandais, ayant la possibilité d'égaliser sur pénalité, choisissent de jouer en touche. Sur celle-ci, un maul se crée, qui s'écroule proche de la ligne d'en-but. Le demi de mêlée Murray se saisit du ballon au sol, démarre au près du regroupement, surprend la défense anglaise et aplatit sur la ligne. Sexton passe la transformation, (6-10) à la 46e. Les Anglais réagissent rapidement grâce à une pénalité de Farrell, (9-10). Puis ils reprennent leur domination, prennent de vitesse la défense irlandaise par un jeu de passe précis et conclut l'action par un essai de Watson, (14-10) à la 57e minute. Les Anglais profitent de leur temps fort, pour inscrire rapidement un deuxième essai par l'intermédiaire de Brown, transformé par Farrell, (21-10) à la 63e. Mais les Irlandais ne désarment pas, Sexton déchire la défense anglaise sur la ligne médiane puis transmet à Henshaw, qui fait une course de 40 mètres, mais est propulsé en touche tout près de l'en-but, par un plaquage salvateur de Nowell. Réduits à quatorze à la suite du carton jaune de Care pour anti-jeu, les Anglais résistent aux dernières offensives irlandaises. Le XV de la Rose remporte la rencontre (21-10) ainsi que la triple couronne et reste en course pour le grand chelem, qu'il n'a plus réalisé depuis 2003.
| Angleterre · Titulaires · 15 Mike Brown 62e · 14 Anthony Watson 57e · 13 Jonathan Joseph · 12 Owen Farrell 65e · 11 Jack Nowell · 10 George Ford · 9 Ben Youngs 59e · 8 Billy Vunipola · 7 James Haskell 44e à 54e 76e · 6 Chris Robshaw 70e · 5 George Kruis · 4 Maro Itoje · 3 Dan Cole · 2 Dylan Hartley 70e · 1 Joe Marler 59e · Remplaçants · 16 Jamie George 70e · 17 Mako Vunipola 59e · 18 Paul Hill · 19 Courtney Lawes 76e · 20 Jack Clifford 70e · 21 Danny Care 59e 70e à 80e · 22 Elliot Daly 65e · 23 Alex Goode · Entraîneur · Eddie Jones |  | Irlande · Titulaires · Rob Kearney 15 · Andrew Trimble 14 · Robbie Henshaw 13 · 63e Stuart McCloskey 12 · Keith Earls 11 · 76e Jonathan Sexton 10 · 45e 70e Conor Murray 9 · Jamie Heaslip 8 · Josh van der Flier 7 · 66e CJ Stander 6 · Devin Toner 5 · 65e Donnacha Ryan 4 · 59e Mike Ross 3 · 70e Rory Best 2 · 59e Jack McGrath 1 · Remplaçants · 70e Richardt Strauss 16 · 59e Cian Healy 17 · 59e Nathan White 18 · 65e Ultan Dillane 19 · 66e Rhys Ruddock 20 · 70e Eoin Reddan 21 · 76e Ian Madigan 22 · 63e Simon Zebo 23 · Entraîneur · Joe Schmidt |

## Quatrième journée

### Irlande - Italie
(mt : 25 - 3)
Homme du match : Donnacha Ryan 
Points marqués :

 Irlande
- 9 essais : Trimble 6e, McGrath 14e, Stander 29e, Heaslip 39e, 48e, Payne 42e, Cronin 53e, Madigan 63e, McFadden 78e
- 5 transformations : Sexton 14e, 43e, 49e, Madigan 54e, 79e
- 1 pénalité : Sexton 26e

 Italie
- 2 essais : Odiete 57e, Sarto 74e
- 1 transformation : Haimona 58e
- 1 pénalité : Padovani 23e

Évolution du score : 5-0, 12-0, 12-3, 15-3, 20-3, 25-3, mt, 32-3, 39-3, 46-3, 46-10, 51-10, 51-15, 58-15
Arbitre : Angus Gardner 
Résumé :
Les Italiens sont les premiers à se montrer dangereux dans la rencontre, étant tout proche de marque un essai par l'intermédiaire de García, qui avait mis un pied en touche avant d'aplatir dans l'en-but. Les Irlandais réagissent rapidement et sur leur première attaque, Sexton joue au pied dans les 22 mètres adverse, les Italiens cafouillent le ballon à sa retombée, ce qui profite aux Irlandais qui marquent l'essai en bout de ligne grâce à Trimble. Sexton manque la transformation, (5-0) à la 6e. Les Irlandais dominent ensuite la rencontre, à la suite d'une touche à 5 mètres de la ligne d'en-but adverse, les avants marquent un essai en force, aplatit par McGrath. Sexton transforme, (12-0) à la 14e minute. Padovani inscrit les premiers points de son équipe sur pénalité, (12-3) à la 23e minute. Sexton lui répond de suite, (15-3) à la 26e. Puis, à la suite d'une percée de Earls plein centre, les Irlandais s'approchent à nouveau de la ligne d'en-but, Stander parvient à marquer en force, (20-3) à la 28e minute. Juste avant la pause, les Irlandais remontent tout le terrain à la suite d'un renvoi aux 22 mètres, l'action est conclue par un essai de Heaslip, ce qui permet au XV du Trèfle de rentrer aux vestiaires avec un large avantage, (25-3).
Dès le début de la seconde période, les Irlandais inscrivent un nouvel essai sur une interception de Payne, (32-3) à la 42e minute. Les Italiens craquent à nouveau quelques minutes plus tard, sur une nouvelle offensive des avants irlandais, conclue par un essai sous les poteaux de Heaslip. Sexton transforme, (39-3) à la 49e. Le match est à sens unique, les Irlandais marquent un essai par l'intermédiaire de Cronin, transformé par Madigan, (46-3). Les Italiens parviennent tout de même à tromper la défense adverse, marquant un essai de Odiete en bout de ligne. Haimona passe la transformation, (46-10) à la 58e minute. Mais l'embellie italienne est de courte durée, car les Irlandais inscrivent un nouvel essai grâce à Madigan, (51-10). Les Transalpins veulent sauver l'honneur et marquent un seconde essai grâce à Sarto, (51-15) à la 74e minute. Mais juste avant le coup de sifflet final, les Irlandais terminent leur démonstration par un neuvième essai dans ce match, par l'intermédiaire de McFadden, score final (58-15).
| Irlande · Titulaires · 15 Simon Zebo · 14 Andrew Trimble 6e 20e 28e · 13 Jared Payne 71e · 12 Robbie Henshaw 36e 40e · 11 Keith Earls · 10 Jonathan Sexton 49e · 9 Conor Murray 59e · 8 Jamie Heaslip 39e 48e · 7 Josh van der Flier · 6 CJ Stander 29e 61e · 5 Devin Toner 54e · 4 Donnacha Ryan · 3 Mike Ross 54e · 2 Rory Best 49e · 1 Jack McGrath 14e 65e · Remplaçants · 16 Sean Cronin 49e 53e · 17 Cian Healy 65e · 18 Nathan White 54e · 19 Ultan Dillane 54e · 20 Rhys Ruddock 61e · 21 Kieran Marmion 59e · 22 Ian Madigan 49e 63e · 23 Fergus McFadden 20e 28e 36e · 40e 71e 78e · Entraîneur · Joe Schmidt |  | Italie · Titulaires · 57e David Odiete 15 · 74e Leonardo Sarto 14 · Michele Campagnaro 13 · 54e Gonzalo García 12 · Mattia Bellini 11 · 59e Edoardo Padovani 10 · 61e Guglielmo Palazzani 9 · Sergio Parisse 8 · Alessandro Zanni 7 · Francesco Minto 6 · 26e Marco Fuser 5 · 35e George Biagi 4 · 54e Dario Chistolini 3 · 54e Davide Giazzon 2 · 71e Andrea Lovotti 1 · Remplaçants · 54e Oliviero Fabiani 16 · 71e Matteo Zanusso 17 · 54e Pietro Ceccarelli 18 · 26e Quintin Geldenhuys 19 · 35e Abraham Steyn 20 · 61e Alberto Lucchese 21 · 54e Kelly Haimona 22 · 59e Luke McLean 23 · Entraîneur · Jacques Brunel |

### Angleterre - Galles
(mt : 16 - 0)
Homme du match : Maro Itoje 
Points marqués :
 Angleterre
- 1 essai : Watson 31e
- 1 transformation : Farrell 32e
- 6 pénalités : Farrell 9e, 18e, 20e, 45e, 65e, 67e

 Pays de Galles
- 3 essais : Biggar 53e, North 73e, Faletau 76e
- 3 transformations : Biggar 54e, Priestland 74e, 77e

Évolution du score : 3-0, 6-0, 9-0, 16-0,
mt, 19-0, 19-7, 22-7, 25-7, 25-14, 25-21
Arbitre : Craig Joubert 
Résumé :
Début de rencontre à l'avantage de l'Angleterre, qui réussit à percer à plusieurs reprises la défense adverse par des courses de Brown et Ford, en vain. Les Anglais ouvrent tout de même la marque, sur une pénalité proche des poteaux de la part de Farrell, (3-0) à la 9e minute. Les Anglais poursuivent leur domination et Farrell passe une nouvelle pénalité, (6-0) à la 16e. Ce dernier permet à son équipe de creuser l'écart au score toujours sur pénalité, (9-0) à la 20e. Puis les Anglais réussissent à faire le break dans cette première période, grâce à Itoje qui résiste à plusieurs plaquages avant de transmettre à Brown, qui donne le ballon rapidement à Watson qui file le long de la ligne de touche à l'essai. Farrell passe la transformation, (16-0) à la 32e. Malgré une légère réaction galloise, le score ne bouge plus jusqu'au retour aux vestiaires, (16-0).
Dès l'entame de la seconde mi-temps, Farrell accentue l'avance des siens sur pénalité, (19-0) à la 45e. Mais les Gallois se révoltent et sur un dégagement aux pieds de Ford contré dans ses 22 mètres par Biggar, ce dernier récupère le ballon, aplatit sous les poteaux et passe ensuite la transformation, (19-7) à la 54e minute. Revigorés, les Gallois s'installent dans le camp adverse et tentent à plusieurs reprises de faire craquer la défense anglaise, sans réussite. Ce sont même les Anglais qui inscrivent deux nouvelles pénalités en deux minutes par l'intermédiaire de Farrell, (25-7) à la 67e. Le XV du Poireau profite ensuite de sa supériorité numérique après le carton jaune de Cole, pour réduire l'écart au score grâce à un essai de North à la suite d'un lancement de jeu sur une mêlée. Biggar transforme, (25-14) à la 74e. Dans la foulée, sur la remise en jeu anglaise, Les Gallois remontent tout le terrain par leur jeu de passes et Faletau aplatit dans l'en-but. Biggar passe la transformation, (25-21) à la 77e minute. Le XV de la Rose remporte la rencontre de justesse (25-21) et se donne l'occasion de réussir le Grand Chelem, lors du prochain match au Stade de France face à la France.
| Angleterre · Titulaires · 15 Mike Brown · 14 Anthony Watson 31e · 13 Jonathan Joseph 74e · 12 Owen Farrell · 11 Jack Nowell · 10 George Ford 63e · 9 Ben Youngs 63e · 8 Billy Vunipola · 7 James Haskell 67e · 6 Chris Robshaw 71e · 5 George Kruis 78e · 4 Maro Itoje · 3 Dan Cole 71e à 80e · 2 Dylan Hartley 71e · 1 Joe Marler 56e · Remplaçants · 16 Luke Cowan-Dickie 71e · 17 Mako Vunipola 56e · 18 Kieran Brookes 71e · 19 Joe Launchbury 78e · 20 Jack Clifford 67e · 21 Danny Care 63e · 22 Manu Tuilagi 63e · 23 Alex Goode 74e · Entraîneur · Eddie Jones |  | Pays de Galles · Titulaires · Liam Williams 15 · Alex Cuthbert 14 · Jonathan Davies 13 · Jamie Roberts 12 · 73e George North 11 · 53e 73e Dan Biggar 10 · 63e Gareth Davies 9 · 76e Taulupe Faletau 8 · 56e Dan Lydiate 7 · Sam Warburton 6 · 63e Alun-Wyn Jones 5 · Bradley Davies 4 · 53e Samson Lee 3 · 53e Scott Baldwin 2 · 53e Rob Evans 1 · Remplaçants · 53e Ken Owens 16 · 53e Paul James 17 · 53e Tomas Francis 18 · 63e Luke Charteris 19 · 56e Justin Tipuric 20 · 63e Rhys Webb 21 · 73e Rhys Priestland 22 · Gareth Anscombe 23 · Entraîneur · Warren Gatland |

### Écosse - France
(mt : 18 - 12)
Homme du match : Stuart Hogg 
Points marqués :
 Écosse
- 3 essais : Hogg 32e, Taylor 35e, Visser 65e
- 1 transformation : Laidlaw 37e
- 4 pénalités : Laidlaw 15e, 21e, 74e, Hogg 46e

 France
- 2 essais : Guirado 4e, Fickou 40e
- 1 transformation : Machenaud 40e
- 2 pénalités :  Machenaud 51e, 57e

Évolution du score : 0-5, 3-5, 6-5, 11-5, 18-5, 18-12,
mt, 21-12, 21-15, 21-18, 26-18, 29-18
Arbitre : Glen Jackson 
Résumé :
Après avoir contenu une première offensive écossaise, les Français inscrivent le premier essai du match à la suite d'un lancement de jeu au large, puis une combinaison de passes entre Vakatawa, Fofana et Guirado le long de la ligne de touche, aplatit dans l'en-but par le capitaine des Bleus. Trinh-Duc manque la transformation, (0-5) à la 4e minute. Alors que le buteur français rate l'occasion sur pénalité de donner un plus large avantage à son équipe, c'est au contraire Laidlaw qui permet à l'Écosse de prendre les commandes au score, grâce à deux pénalités successives, (6-5) à la 21e minute. Les Écossais dominent ensuite la rencontre, conservent le ballon, multiplient les phases de jeu et parviennent à tromper la défense adverse, l'arrière Hogg marquant l'essai, (11-5) à la 32e. Immédiatement après, le centre Taylor joue rapidement une pénalité depuis son camp, résiste à plusieurs plaquages et termine sa course dans l'en-but. Laidlaw passe la transformation, (18-5) à la 37e. Les Français réagissent en fin de première période, Fickou conclut la poussée de son équipe par un essai. Machenaud passe la transformation, (18-12) à la mi-temps.
Au retour des vestiaires, Hogg passe une pénalité depuis la ligne médiane, (21-12) à la 46e. Mais les Français dominateurs par la suite, réduisent l'écart au score grâce à deux pénalités de Machenaud, (21-18) à la 57e. Puis obtenant une touche sur la ligne des 22 mètres français, les Écossais avancent vers l'en-but adverse grâce aux avancées de R. Gray et Nel. Proche de la ligne, sur un regroupement Laidlaw transmet à Hogg qui effectue une passe aveugle dans son dos vers Visser qui file à l'essai au bord de touche, (26-18) à la 65e minute. Le XV du Chardon résiste ensuite aux derniers assauts français et parvient même à creuser l'écart grâce à Laidlaw sur pénalité, score final (29-18). Première victoire des Écossais face aux Bleus depuis 2006. La Défaite française permet aussi à l'équipe d'Angleterre d'être assurée de remporter le Tournoi.
| Écosse · Titulaires · 15 Stuart Hogg 32e · 14 Tommy Seymour · 13 Duncan Taylor 35e · 12 Alex Dunbar · 11 Tim Visser 65e · 10 Finn Russell 5e · 9 Greig Laidlaw · 8 Josh Strauss 61e · 7 John Hardie · 6 John Barclay · 5 Jonny Gray · 4Richie Gray 77e · 3 WP Nel 72e · 2 Ross Ford 67e · 1 Alasdair Dickinson · Remplaçants · 16 Stuart McInally 67e · 17 Rory Sutherland · 18 Moray Low 72e · 19 Tim Swinson 77e · 20 Ryan Wilson 61e · 21 Sam Hidalgo-Clyne · 22 Peter Horne 5e · 23 Sean Lamont · Entraîneur · Vern Cotter |  | France · Titulaires · Scott Spedding 15 · Wesley Fofana 14 · 40e Gaël Fickou 13 · 68e Maxime Mermoz 12 · Virimi Vakatawa 11 · 68e François Trinh-Duc 10 · 74e Maxime Machenaud 9 · Damien Chouly 8 · 64e Yacouba Camara 7 · Wenceslas Lauret 6 · Yoann Maestri 5 · 51e Alexandre Flanquart 4 · 61e Rabah Slimani 3 · 4e 69e Guilhem Guirado 2 · 61e 64e Jefferson Poirot 1 · Remplaçants · 69e Camille Chat 16 · 61e Uini Atonio 17 · 61e 64e Vincent Pelo 18 · 51e Sébastien Vahaamahina 19 · 64e Loann Goujon 20 · 74e Sébastien Bézy 21 · 68e Jules Plisson 22 · 68e Maxime Médard 23 · Entraîneur · Guy Novès |

## Cinquième journée

### Galles - Italie
(mt : 27 - 0)
Homme du match : George North 
Points marqués
 Pays de Galles
- 9 essais : Webb 4e, Biggar 28e, J. Davies 32e, Roberts 44e, North 48e, Williams 56e, Moriarty 64e, 78e, G. Davies 80e
- 8 transformations : Biggar 4e, 29e, 32e, 49e, 58e, Priestland 65e, 79e, 80e
- 2 pénalités : Biggar 14e, 20e

 Italie
- 2 essais : Palazzani 53e, García 61e
- 2 transformations : Haimona 54e, 62e

Évolution du score : 7-0, 10-0, 13-0, 20-0, 27-0, mt,
32-0, 39-0, 39-7, 46-7, 46-14, 53-14, 60-14, 67-14
Arbitre : Romain Poite 
Résumé :
Rapidement dans cette rencontre, les Gallois prennent l'avantage grâce à un essai en force de Webb à la suite d'une touche. Biggar passe la transformation, (7-0) à la 5e minute. Même si les Italiens tentent de réagir, ils sont punis par leur indiscipline, Biggar passant deux pénalités, (13-0) à la 20e. Ce dernier marque le deuxième essai du match à la suite d'une percée au centre du terrain, (20-0) à la 28e minute. Dans la foulée, les Gallois effectue une remontée de ballon sur 80 mètres, l'action est conclue par un essai de J. Davies, transformé par Biggar, (27-0) score à la mi-temps.
Dès le début de la seconde période, les Gallois mettent beaucoup d'intensité dans le jeu, s'installent dans le camp adverse et multiplient les phases de jeu. Les Italiens craquent sous les vagues offensives, Roberts aplatissant en bout de ligne, (32-0) à la 44e minute. Quelques instants plus tard, à la suite d'une touche galloise sur la ligne médiane, sur un jeu en première main, North déchire la défense et termine sa course sous les poteaux, Biggar transforme, (39-0). Largement menés, les Italiens ne désarment pas et parviennent à surprendre la défense galloise par l'intermédiaire de Palazzani, qui vient concrétiser par un essai le travail de ses avants. Haimona passe la transformation, (39-7) à la 54e. L'embellie est de courte durée, car Williams inscrit pour son équipe un essai, transformé par Biggar, (46-7). Les Italiens trompent ensuite à nouveau la défense adverse, grâce à Allan qui franchit la ligne d'avantage, fixe plusieurs gallois, avant de transmettre par une passe en chistera à son centre García qui aplatit en force dans l'en-but. Haimona transforme, (46-14) à la 62e minute. Cependant les Gallois reprennent leur domination et Moriarty marque un essai à la suite d'un travail des avants, (53-14). Ce dernier inscrit un second essai sur une pénalité rapidement jouée à quelques mètres de la ligne, (60-14) à la 78e minute. Dans les arrêts de jeu, G. Davies marque un dernier essai, Priestland transforme, score final (67-14). Le pays de Galles termine la compétition à la deuxième place. Brunel pour sa dernière à la tête de l'équipe d'Italie, récolte une cuillère de bois, la sixième en dix-sept participations au Tournoi pour la Squadra Azzurra.
| Pays de Galles · Titulaires · 15 Liam Williams 56e · 14 George North 48e · 13 Jonathan Davies 32e · 12 Jamie Roberts 44e · 11 Hallam Amos 48e · 10 Dan Biggar 28e 58e · 9 Rhys Webb 4e 63e · 8 Taulupe Faletau · 7 Justin Tipuric 16e · 6 Dan Lydiate · 5 Luke Charteris · 4 Bradley Davies 58e · 3 Samson Lee 58e · 2 Scott Baldwin 49e · 1 Rob Evans 49e · Remplaçants · 16 Ken Owens 49e · 17 Gethin Jenkins 49e · 18 Aaron Jarvis 58e · 19 Jake Ball 58e · 20 Ross Moriarty 16e 64e 78e · 21 Gareth Davies 63e 80e · 22 Rhys Priestland 58e · 23 Gareth Anscombe 48e · Entraîneur · Warren Gatland |  | Italie · Titulaires · David Odiete 15 · Mattia Bellini 14 · 35e Andrea Pratichetti 13 · 61e Gonzalo García 12 · 33e Leonardo Sarto 11 · Tommaso Allan 10 · 18e à 28e 53e 64e Guglielmo Palazzani 9 · Sergio Parisse 8 · Alessandro Zanni 7 · 58e Francesco Minto 6 · 46e Valerio Bernabo 5 · Quintin Geldenhuys 4 · 46e Martín Castrogiovanni 3 · 49e Davide Giazzon 2 · 64e Andrea Lovotti 1 · Remplaçants · 49e Oliviero Fabiani 16 · 64e Matteo Zanusso 17 · 46e Dario Chistolini 18 · 46e Jacopo Sarto 19 · 58e Abraham Steyn 20 · 64e Alberto Lucchese 21 · 35e Kelly Haimona 22 · 33e Luke McLean 23 · Entraîneur · Jacques Brunel |

### Irlande - Écosse
(mt : 21 - 13)
Homme du match : Jamie Heaslip 
Points marqués :
Irlande rugby
- 4 essais : Stander 27e, Earls 30e, Murray 47e, Toner 68e
- 3 transformations : Sexton 28e, 49e, 68e
- 3 pénalités Sexton 5e, 12e, 17e

Écosse rugby
- 3 essais : Hogg 19e, Gray 55e, Dunbar 77e
- 2 transformations : Laidlaw 20e, 55e
- 2 pénalités : Laidlaw 14e, 40e

Évolution du score :
3-0, 6-0, 6-3, 9-3, 9-10, 16-10, 21-10, 21-13, mt,
28-13, 28-20, 35-20, 35-25
Arbitre : Pascal Gaüzère 
Résumé :
Début de rencontre dominé par l'Irlande, qui prive son adversaire de ballon. Indisciplinés, les Écossais encaissent trois pénalités de Sexton contre une seule de leur buteur Laidlaw, (9-3) à la 17e minute. Mais peu de temps après, à la suite d'un jeu au pied des Irlandais, Hogg remonte le ballon depuis son camp, transperce la défense et termine sa course dans l'en-but. Laidlaw transforme l'essai, (9-10) à la 20e. Les Irlandais reprennent leur domination et se retrouvent en supériorité numérique après le carton jaune reçu par l'écossais Barclay. Ils en profitent pour inscrire un essai par l'intermédiaire de Stander, qui vient conclure un travail de ses avants. Sexton transforme, (16-10) à la 27e minute. Dans la foulée, sur un jeu au pied de Sexton dans les 22 mètres écossais, l'ailier Earls profite d'une incompréhension entre Hogg et Seymour à la tombée du ballon, pour le récupérer et filer dans l'en-but, (21-10) à la 30e. Juste avant le retour aux vestiaires, Laidlaw réduit l'écart au score sur pénalité, (21-13) score à la mi-temps.
Dès le début de la seconde période, les Écossais monopolisent le ballon, mais ne parviennent pas à surprendre la défense adverse. Au contraire, à la suite d'une touche, les avants irlandais effectuent un maul qui avancent jusqu'au bord de la ligne d'en-but, le demi de mêlée Murray trouve un petit espace au près du regroupement pour aplatir. Sexton passe la transformation, (28-13) à la 49e minute. le XV du Chardon reprend la possession du ballon, et après plusieurs phases de jeu dans les 22 mètres irlandais, un décalage est trouvé, profitant au deuxième ligne Gray qui marque l'essai sous les poteaux. Laidlaw passe la transformation, (28-20) à la 55e minute. À nouveau à quinze contre quatorze, après l'exclusion temporaire de Dunbar pour un geste violent, les Irlandais inscrivent un nouvel essai en force par l'intermédiaire de Toner, transformé par Sexton, (35-20) à la 68e. Fin de match sous tension, où plusieurs échauffourées éclatent entre les joueurs, Sexton récoltant un carton jaune. Les Écossais dominateurs, inscrivent un troisième essai grâce à Dunbar, mais trop tard, score final à l'issue de la rencontre (35-25).
| Irlande · Titulaires · 15 Simon Zebo · 14 Andrew Trimble 78e · 13 Jared Payne · 12 Robbie Henshaw · 11 Keith Earls 30e · 10 Jonathan Sexton 76e à 80e · 9 Conor Murray 47e 78e · 8 Jamie Heaslip · 7 Tommy O'Donnell 68e · 6 CJ Stander 27e · 5 Devin Toner 68e · 4 Donnacha Ryan 68e · 3 Mike Ross 62e · 2 Rory Best 67e · 1 Jack McGrath 67e · Remplaçants · 16 Richardt Strauss 67e · 17 Cian Healy 67e · 18 Nathan White 62e · 19 Ultan Dillane 68e · 20 Rhys Ruddock 68e · 21 Eoin Reddan 78e · 22 Ian Madigan · 23 Fergus McFadden 78e · Entraîneur · Joe Schmidt |  | Écosse · Titulaires · 19e Stuart Hogg 15 · Tommy Seymour 14 · Duncan Taylor 13 · 67e à 77e 77e Alex Dunbar 12 · 68e Tim Visser 11 · 62e Duncan Weir 10 · Greig Laidlaw 9 · Ryan Wilson 8 · 52e John Hardie 7 · 24e à 34e John Barclay 6 · 62e Tim Swinson 5 · 55e Richie Gray 4 · 67e WP Nel 3 · 50e Ross Ford 2 · 66e Alasdair Dickinson 1 · Remplaçants · 50e Stuart McInally 16 · 66e Rory Sutherland 17 · 67e Moray Low 18 · 62e Rob Harley 19 · 52e Josh Strauss 20 · Henry Pyrgos 21 · 62e Peter Horne 22 · 68e Sean Lamont 23 · Entraîneur · Vern Cotter |

### France - Angleterre
(mt : 12 - 17)
Homme du match : Billy Vunipola 
Points marqués :

 France
- 7 pénalités : Machenaud 2e, 15e, 28e, 39e, 43e, 50e, 58e

 Angleterre
- 3 essais : Care 11e, Cole 19e, Watson 55e
- 2 transformations : Farrell 12e, 20e
- 4 pénalités : Farrell 4e, 44e, 71e, 77e

Évolution du score :
3-0, 3-3, 3-10, 6-10, 6-17, 9-17, 12-17, mt,
15-17, 15-20, 18-20, 18-25, 21-25, 21-28, 21-31
Arbitre : Nigel Owens 
Résumé :
L'équipe de France ouvre le score rapidement sur une pénalité de Machenaud, (3-0) à la 2e minute. Sur la remise en jeu anglaise, Fickou se met à la faute, ce qui permet à Farrell d'égaliser, (3-3) à la 4e. Les deux équipes très offensives, tentent de trouver des failles dans les défenses adverses. Ce sont les Anglais qui y parviennent, sur un regroupement dans le camp français, Care part au près, résiste au plaquage de Poirot et file marquer le premier essai du match sous les poteaux, transformé par Farrell, (3-10) à la 12e minute. Machenaud permet à son équipe de recoller légèrement au score grâce à une pénalité, (6-10). Cependant sur une nouvelle offensive, les Anglais s'installent dans les 22 mètres adverse, pilonnent la défense française et parviennent à la transpercer grâce à un essai en force de Cole. Farrell transforme, (6-17) à la 20e. Avec deux nouvelles pénalités de Machenaud, la France parvient à rentrer aux vestiaires avec un faible retard au score, (12-17) à la mi-temps.
Dès le début de seconde période, le buteur français passe une pénalité, (15-17) à la 43e minute. Mais dans la foulée, Farrell redonne un plus large avantage à son équipe sur pénalité, (15-20). Machenaud ramène à nouveau son équipe à deux points des Anglais, (18-20) à la 50e. Sur une mêlée dans le camp anglais, Vunipola sort au près et perce la défense française avant d'être plaqué. Youngs récupère le ballon et joue au pied vers la ligne de touche, où Watson se montre le plus prompt et file dans l'en-but marquer l'essai, (18-25) à la 55e minute. Même si Machenaud va un temps redonner de l'espoir à son équipe en passant une nouvelle pénalité, (21-25) à la 58e. Grâce à deux pénalités en fin de rencontre de Farrell, les Anglais se détachent inexorablement. Score final (21-31), le XV de la Rose en plus de remporter le Tournoi, décroche le Grand Chelem, le treizième de son histoire et le premier depuis 2003.
| France · Titulaires · 15 Scott Spedding · 14 Wesley Fofana · 13 Gaël Fickou · 12 Maxime Mermoz 69e · 11 Virimi Vakatawa · 10 François Trinh-Duc 13e · 9 Maxime Machenaud 75e · 8 Loann Goujon 69e · 7 Bernard Le Roux 79e · 6 Damien Chouly · 5 Yoann Maestri · 4 Alexandre Flanquart 57e · 3 Rabah Slimani 57e · 2 Guilhem Guirado 66e · 1 Jefferson Poirot 57e 79e · Remplaçants · 16 Camille Chat 66e · 17 Uini Atonio 57e · 18 Xavier Chiocci 57e 76e à 80e · 19 Paul Jedrasiak 57e · 20 Wenceslas Lauret 69e · 21 Sébastien Bézy 75e · 22 Jules Plisson 13e · 23 Maxime Médard 69e · Entraîneur · Guy Novès |  | Angleterre · Titulaires · Mike Brown 15 · 55e Anthony Watson 14 · Jonathan Joseph 13 · Owen Farrell 12 · Jack Nowell 11 · George Ford 10 · 11e 43e Danny Care 9 · Billy Vunipola 8 · James Haskell 7 · 75e Chris Robshaw 6 · George Kruis 5 · Maro Itoje 4 · 19e Dan Cole 3 · 67e Dylan Hartley 2 · 40e Mako Vunipola 1 · Remplaçants · 67e Luke Cowan-Dickie 16 · 40e Joe Marler 17 · Kieran Brookes 18 · Joe Launchbury 19 · 75e Jack Clifford 20 · 43e Ben Youngs 21 · Manu Tuilagi 22 · Elliot Daly 23 · Entraîneur · Eddie Jones |